# He Lives in You
"He Lives in You" (en español "Él vive en ti") es una canción escrita e interpretada por Lebo M y su coro sudafricano y coescrita por Mark Mancina y Jay Rifkin, originalmente para Rhythm of the Pride Lands (un álbum de 1995 inspirado en la película de 1994 El Rey León). También se interpreta dos veces (primero en una forma más corta, "They Live in You"/"Están en ti", y luego en su forma completa) en la adaptación teatral musical de El Rey León, producida por primera vez en 1997. Además, se utilizó una versión abreviada de la canción para la apertura de la película secuela de 1998 The Lion King II: Simba's Pride.

## El musicalEl Rey León
La canción aparece inicialmente en el primer acto como "They Live in You" (en el musical español: "Están en ti"), que es cantada por Mufasa a su joven hijo Simba. Mufasa explica que los Grandes Reyes del Pasado los están observando desde las estrellas. Si Simba alguna vez se siente solo, puede confiar en que los Grandes Reyes están allí, como Mufasa también lo estará algún día.
Más tarde, en el segundo acto, Rafiki encuentra a un Simba solitario y desamparado en la jungla y le explica al león (a través de la canción "He Lives in You"/"Él vive en ti") que su padre Mufasa sigue vivo. En el musical, esto sirve como una repetición de "They Live in You"/"Están en ti". Simba sigue a Rafiki hasta un estanque de agua, en el que Simba solo ve su propio reflejo al principio y se muestra escéptico. Sin embargo, a medida que la canción se vuelve más tranquila, el rostro de Mufasa aparece sobre el escenario en el cielo nocturno estrellado. Le dice a Simba "recuerda quién eres" antes de desvanecerse. Simba, lleno de energía y consciente de lo que debe hacer, salta del estanque mientras los cantantes del grupo aparecen en el escenario para interpretar la segunda parte de la canción. El grupo, Rafiki y Simba se unen en una alegre celebración antes de que Simba regrese a las Tierras del Reino para desafiar a Scar.

## The Lion King II: Simba's Pride
La canción se utiliza en la secuencia de apertura de The Lion King II: Simba's Pride, cantada por Lebo M. Se muestra a los animales viajando a Pride Rock para presenciar la presentación de la hija de Simba y Nala, Kiara. El tema principal de la canción es que el legado de Mufasa sigue vivo, a pesar de su muerte. También se ve al espíritu de Mufasa observando la presentación.

## El Rey León (película de 2019)
Lebo M interpreta una versión en Xhosa de la canción que suena en los créditos de la película remake de 2019 y está incluida en la banda sonora de la película.

## Versiones cover
La versión de Tina Turner apareció en el álbum recopilatorio The Lion King Collection, así como en los créditos de la película durante algunos doblajes en otros idiomas.
Diana Ross grabó la canción para su álbum de 1999 Every Day Is a New Day y para la película de 1999 Double Platinum, donde su personaje Olivia King la cantó.
TRF grabó la canción para la versión japonesa de Simba's Pride, lanzando su versión como su sencillo número 25 en 1999.
Lonnie Gordon grabó una versión house para su álbum No Regret y la lanzó como sencillo en 2001. El mismo año, Michael Crawford cantó esta canción como parte de un medley en The Disney Album.
"They Live in You" fue usada por Johnny Mathis para su álbum del 2000 Mathis on Broadway.
Elijah Kelley hizo un cover de la canción para Disneymania 6.
Michael Ball y Alfie Boe hicieron un cover de la canción en su álbum Together Again en 2017.
Destiny Chukunyere hizo un cover de la canción durante la Movie Week y su actuación final en la segunda temporada de X Factor Malta en 2020.